# ثكنات جيوا
ثكنات جيوا هو مركز اعتقال عسكري يقع في شمال شرق نيجيريا، بالقرب من مدينة مايدوغوري. منذ عام 2014 تعرضت المنشأة للهجوم عدة مرات من قبل بوكو حرام، حيث أن معظم السجناء في المنشأة مؤكدون أو مشتبه بهم من أعضاء بوكو حرام وعائلاتهم. في عام 2016 كان السجن يضم ما يُقدر بـ 1>200 سجين. اتهمت جماعات حقوق الإنسان مثل منظمة العفو الدولية الجيش النيجيري بإساءة معاملة السجناء وتعذيبهم، فضلاً عن إدارة المنشأة «بشكل غير إنساني».

## التاريخ
في عام 2014 أفادت منظمة العفو الدولية بمقتل 600 شخص بعد غارة بوكو حرام واجتياح ثكنات جيوا لفترة وجيزة. وكان معظم القتلى من السجناء الذين أعاد الجيش القبض عليهم وأعدموا.
في عام 2015 تعرضت ثكنة جيوا للهجوم من قبل بوكو حرام ثلاث مرات في يناير وفبراير ومايو، وقصفت مرة واحدة في مارس.
في مايو 2016 أفادت منظمة العفو الدولية أنه بين يناير وأبريل 2016 مات ما لا يقل عن 149 معتقلاً من الجوع أو سوء المعاملة. تم نفي هذا الادعاء من قبل الحكومة النيجيرية والجيش.